# Denni Avdić
Pour les articles homonymes, voir Avdić.
Denni Avdić est un footballeur suédois d'origine bosnienne, né le 5 septembre 1988 à Sarajevo (Bosnie-Herzégovine) et qui évolue au poste d'attaquant à l'AIK Solna.

## Palmarès
- 2006 : Vainqueur du championnat de Suède avec IF Elfsborg